# Denhamia
Denhamia Meisn. – rodzaj roślin należący do rodziny dławiszowatych (Celastraceae R. Br.). Obejmuje 7 gatunków występujących naturalnie we wschodniej i północnej części Australii.

## Morfologia
PokrójDrzewa i krzewy o nagich pędach.
LiścieNaprzemianległe, całobrzegie, ząbkowane.
KwiatyObupłciowe, posiadają 5 płatków.
OwoceJajowate lub kulistawe torebki.

## Biologia i ekologia
Występują w lasach wilgotnych i suchych zaroślach.

## Systematyka
Pozycja i podział według APWeb (aktualizowany system APG III z 2009)
Rodzaj należący do rodziny dławiszowatych (Celastraceae R. Br.), rzędu dławiszowców (Celestrales Baskerville), należącego do kladu różowych w obrębie okrytonasiennych.
Wykaz gatunków
- Denhamia celastroides (F.Muell.) Jessup
- Denhamia moorei Jessup
- Denhamia obscura (A.Rich.) Meisn.
- Denhamia oleaster (Lindl.) F.Muell.
- Denhamia parvifolia L.S.Sm.
- Denhamia pittosporoides F.Muell.
- Denhamia viridissima F.M.Bailey & F.Muell.